# Raión de Suzemka
El raión de Suzemka (ruso: Сузе́мский райо́н) es un distrito administrativo y municipal (raión) ruso perteneciente a la óblast de Briansk. Se ubica en el sureste de la óblast. Su capital es Suzemka.
En 2021, el raión tenía una población de 14 894 habitantes.
El raión es fronterizo al suroeste con Ucrania.

## Subdivisiones
Comprende los asentamientos de tipo urbano de Suzemka (la capital) y Kókorevka y los asentamientos rurales de Aleshkovichi, Nevdolsk, Novaya Pogoshch, Selechnia y Jolmechi. Estas siete entidades locales suman un total de 52 localidades.